# Выльвидзь
 Выльвидзь — деревня в Удорском районе Республики Коми в составе сельского поселения Важгорт.

## География
Расположена на левом берегу реки Вашка на расстоянии примерно 101 км на северо-запад от районного центра села Кослан.

## История
В 1980-е года в деревне было более 40 дворов. Имелся сельмаг, клуб, пекарня, скотный двор. Люди работали в совхозе и лесхимзаводе. В 2016 году уже имела дачный характер.

## Население
Постоянное население составляло 1 человек (коми 100 %) в 2002 году, 0 в 2010.